# حسن شريعي باشا
حسن شريعي باشا (القرن 19 - القرن 20) هو وزير الأوقاف المصري سابقا.

## حياته ونشأته
ولد أبان منتصف القرن 19 في محافظة المنيا بمركز سمالوط وتوفي في حي باب الخلق بالقاهرة.ينتمي الي عائلة الشريعي، وعلي الشريعي هو الأب المؤسس لهذه العائلة في التاريخ الحديث، كان عضوًا في مجلس المشورة الذي أسسه محمد علي باشا سنة 1829، برئاسة نجله إبراهيم باشا، وكان اختيار الشيخ علي الشريعي في هذا المجلس يعكس ثقل العائلة المترامية الأطراف في العديد من المناطق والمحافظات، وهو ما انعكس على تمثيلها في البرلمانات التالية بدءًا من مجلس شورى النواب في عهد الخديوي إسماعيل مرورًا بالمجالس النيابية الأخرى، ورغم الثقل الكبير الذي تميزت به العائلة في مراحل سابقة إلا أن تواجدها البرلماني تراجع كثيرًا خلال الحقب الأخيرة من عمر الحياة البرلمانية المصرية خاصة بعد وفاة محمد نجيب الشريعي - عضو مجلس الشورى- وعزوف غالبية أفراد العائلة ورموزها عن الترشح مجددًا على المقاعد البرلمانية رغم تواجدها المؤثر حتى اليوم..

## مناصب
- وزير الأوقاف  في المنصب 4 فبراير 1882  – 26 مايو 1882
- وزير الأوقاف  في المنصب 17 يونيو 1882  – 21 أغسطس 1882